# ماتياس رودريغيز
ماتياس رودريغيز (بالإسبانية: Matías Nicolás Rodríguez)‏ (14 أبريل 1986 بسان لويس في الأرجنتين - ) هو لاعب كرة قدم أرجنتيني في مركز الدفاع. لعب مع برشلونة جواياكويل وبوكا جونيورز وغريميو بورتو أليغرينزي ولاسك لينتس ونادي أونيفرسيداد دي تشيلي ونادي سامبدوريا وناسيونال مونتيفيديو ونادي أوكاس.

## وصلات خارجية
- ماتياس رودريغيز على موقع قاعدة بيانات كرة القدم.إي يو (الإنجليزية)
- ماتياس رودريغيز على موقع Soccerway.com (الإنجليزية)
- ماتياس رودريغيز على موقع عالم كرة القدم.نت (الإنجليزية)
- ماتياس رودريغيز على موقع AS.com (الإسبانية)